# Hiver 2009-2010 en Europe
L'hiver 2009-2010 en Europe s'est déroulé du 1er décembre 2009 à la mi-mars 2010. En effet, par convention, l'hiver météorologique dans l'hémisphère Nord se déroule du 1er décembre d'une année au 28 février de l'année suivante mais peut déborder ces limites selon le climat local. Cet hiver fut marqué par un froid inhabituel et durable en plus de fortes chutes de neige sur certains pays jusqu'à la mi-mars. Le mois de février s'est terminé par deux tempêtes majeures, la première a causé des inondations à Madère et la seconde, la tempête Xynthia, a causé des dommages par le vent et la pluie à une grande partie de l'Europe de l'Ouest.

## Météorologie

### Causes générales
Plusieurs causes différentes semblent avoir contribué à la rigueur de cet hiver.

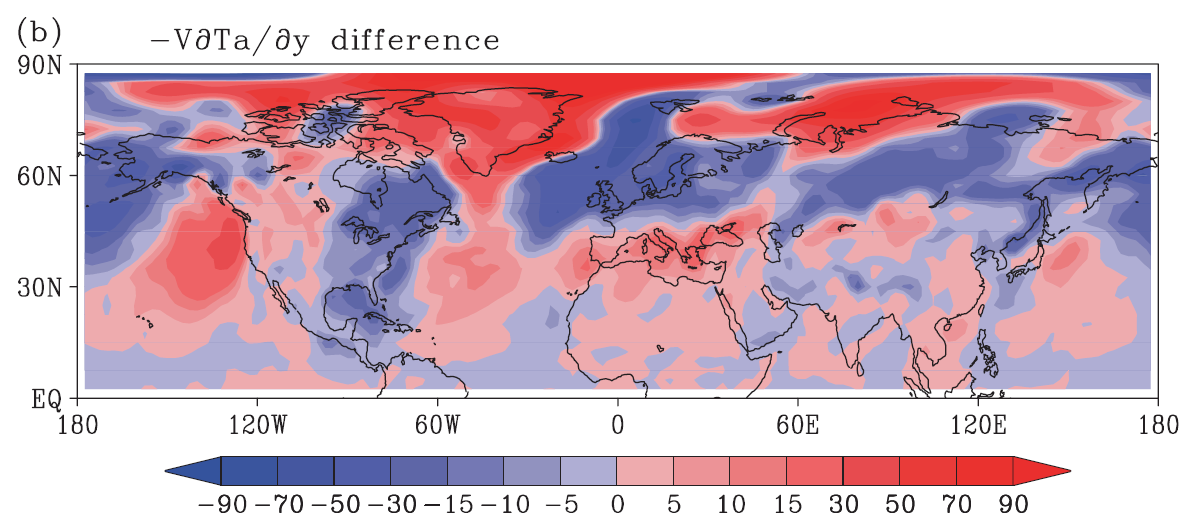
Carte qui met en évidence les échanges d'air méridionaux. Les valeurs négatives indiquent une arrivée venue du pôle, les valeurs positives une arrivée d'air venue des tropiques.

- L'oscillation arctique, ou l'oscillation nord-atlantique, très fortement négative, a joué un rôle. Il n'existe pas en 2010 de distinction claire entre l'une ou l'autre, et les deux oscillations sont parfois confondues. L'oscillation arctique est une description de l'état de l'atmosphère de l'hémisphère nord. Lorsqu'elle est négative, les pressions des latitudes moyennes (autour de 40°) sont inférieures à la moyenne, et les pressions au-dessus de l'Arctique sont supérieures à la moyenne. Cela provoque des échanges d'air de type méridien, c'est-à-dire selon un axe Nord Sud. Ainsi, l'air froid de l'Arctique est descendu aux latitudes moyennes, et l'air doux des latitudes moyennes a rejoint l'Arctique. Les effets de l'oscillation arctique ne s'arrêtent pas en effet à l'Europe, mais affectent l'ensemble de l'Hémisphère nord. La banquise lors de cet hiver a par suite été affectée, et offre un autre point de vue sur la situation. Les températures au-dessus de l'Arctique furent ainsi nettement excédentaire, et contribuèrent à un englacement faible. De plus, la banquise a eu tendance à se concentrer dans le bassin Arctique[4]. En 2009, l'oscillation arctique a atteint des valeurs négatives plus vues depuis les années 1970[5].

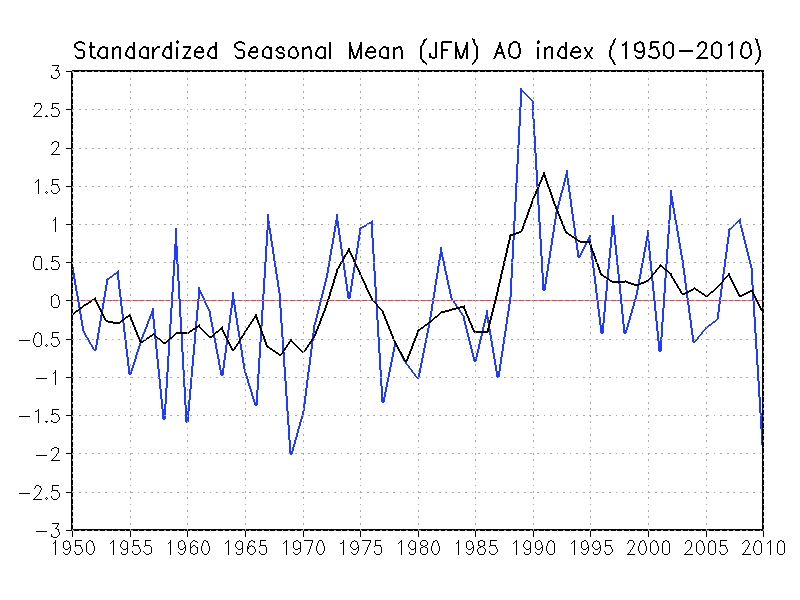
Graphique de la moyenne saisonnière de l'indice quotidien de l'oscillation arctique.

Le graphique présente l'indice utilisé pour quantifier l'oscillation arctique. Il est basé sur la moyenne de l'indice quotidien pour les trois mois de janvier, février et mars, de chaque année. La valeur très basse de cet indice, montrant une oscillation arctique fortement négative, est ainsi nettement visible. Au début des années 1990, l'oscillation nord-atlantique a atteint un pic positif (ayant sans doute joué un rôle dans les grandes tempêtes de 1990, dont Daria n'est qu'un exemple). Depuis, elle tend vers des valeurs négatives. Cette tendance à une oscillation négative pourrait se poursuivre et provoquer de nouveaux événements froids de grande ampleur. Cette tendance est apparemment liée à d'autres oscillations, notamment l'oscillation atlantique multidécennale, en phase positive depuis le milieu des années 1990, et l'oscillation décennale du Pacifique.
- La faible activité solaire, liée au cycle solaire, a aussi joué un rôle. Un cycle solaire dure environ 2 fois 11 ans, durant lequel il alterne maximum et minimum d'activité. La transition entre le cycle 23 et le cycle 24 s'est produit en 2008 et 2009. Le Soleil a atteint durant cette transition un minimum d'activité plus vu depuis 50 à 100 ans selon le paramètre considéré[7]. Il est prouvé que les hivers froids se calquent sur les minimums d'activité solaire, et connaissent donc eux aussi un cycle de 11 et 22 ans[8]. Ainsi, hors hiver 2006, l'hiver 1997 est le dernier hiver rigoureux en Europe et appartient aux cycles de 11 ans, et les derniers grands hivers datent de 1985, 1986 et 1987.

- L'événement El Niño pourrait avoir joué un rôle, mais les opinions à ce sujet divergent[9]. De plus, en 2009, l'oscillation aura connu des particularités qu'il est difficile de comprendre[10].

- Hiver volcanique provoqué par l'éruption volcanique de l'Eyjafjöll du 20 mars au 27 octobre et dû à la propagation du nuage de cendres dans l'atmosphère de l'Europe de l'Ouest et de la Scandinavie provoquant la chute brutale et incompréhensible des températures durant l'hiver qui a suivi.
Voir lien : Répercussions de l'éruption de l'Eyjafjöll en 2010 sur le trafic aérien.

### Déroulement des événements à l'échelle synoptique
L'automne et les premiers jours de l'hiver avaient été doux, dans un flux d'Ouest ou Sud-Ouest se prolongeant jusqu'en Russie,,,. Au 16 février, trois vagues de froid se sont succédé, la troisième venant de s'achever. Ce découpage en trois vagues de froid est arbitraire, et ne représente pas la situation dans un pays donné. De plus, la définition d'une vague de froid fluctue d'un organisme météo à l'autre. L'intérêt de ce découpage est de garder une unité à travers les différents temps où le flux était bloqué.

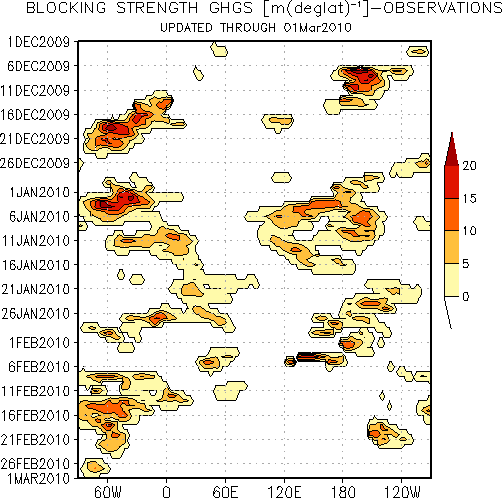
Diagramme de Hovmöller qui indique les régions où le flux est bloqué selon la date et la longitude

Le diagramme ci-contre illustre ce fait. L'axe des abscisses représente la latitude, qui se déroule vers l'Est en allant vers la droite de l'axe. L'Europe étant situé entre -10° Ouest et 60° Est, elle est située dans la partie centre gauche du graphique. L'axe des ordonnées représente l'écoulement du temps, qui se déroule vers le présent en allant vers le bas. Ainsi, chaque niveau représente une date, et le dernier jour est en bas du graphique.
Les couleurs représentent l'intensité d'un blocage. Le blocage est une situation où le flux ne s'écoule plus de l'Ouest vers l'Est, de la gauche vers la droite sur le diagramme. On peut admettre en première approximation qu'une région située à l'est d'un blocage connaîtra un temps froid, et qu'une région située à l'ouest d'un blocage connaîtra un temps doux,.
Le diagramme montre que l'Europe sera par trois fois situé, soit à l'est d'un blocage, soit en dessous :
- Le 11 décembre, un blocage se constitue à l'ouest de l'Europe. L'Europe connait alors sa première vague de froid. Ce blocage se décale avec le temps vers l'Ouest. Cela fait progresser le froid vers l'ouest. L'Irlande, très à l'ouest de l'Europe, sera la dernière touchée. Le blocage se comble le 25 décembre.
- Le 30 décembre, un nouveau blocage se constitue très à l'ouest de l'Europe. Au contraire du précédent, il se décalera progressivement vers l'Est. L'Europe de l'Ouest sera initialement touché. Puis, le blocage continuant à se décaler vers l'Est, l'Europe sera coupé en deux. L'Europe de l'Est verra la poursuite de la vague de froid, alors que l'Europe de l'Ouest connaitra un redoux. Le 26 janvier, le blocage s'étend à toute l'Europe. Une nouvelle vague de froid affecte l'ensemble de l'Europe. Ce blocage disparait fin janvier.
- La situation se complexifie un peu début février. Un premier blocage, assez faible, se positionne au niveau de la Russie Européenne, puis à partir du 7 février, un blocage se positionne au-dessus de l'Atlantique. Aux alentours du 11 février, la circulation zonale est totalement bloquée sur l'ensemble de l'Europe. Ce blocage va ensuite progressivement se décaler vers l'Ouest et laisser la place aux tempêtes de fin février 2010. Le maintien de ce blocage pourrait cependant expliquer la trajectoire atypique de ces tempêtes[17].

Cette situation de blocage récurrent s'est poursuivie durant le printemps météorologique, avec les mêmes causes. Ainsi, cette saison fut aussi marquée par des épisodes froids, particulièrement au mois de mars et de mai.

#### Première vague de froid

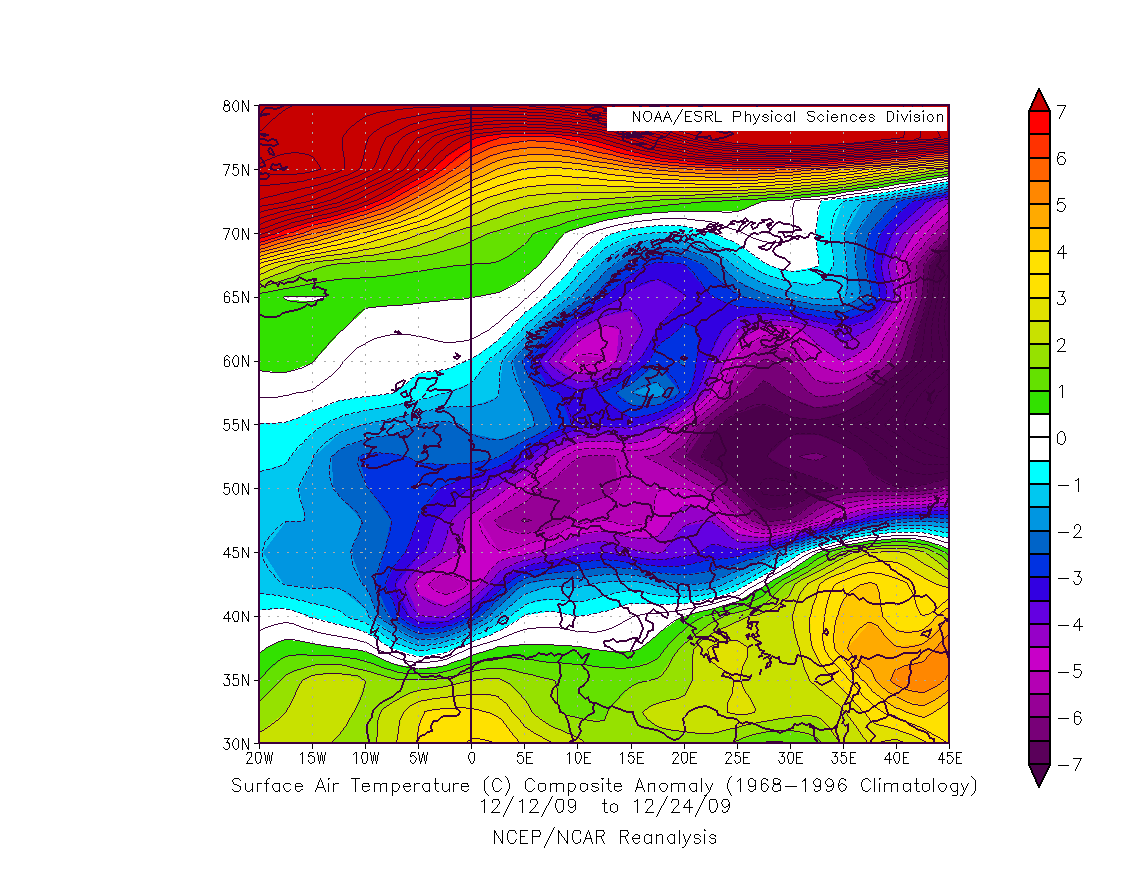
Anomalies des températures de surface pour la première vague de froid

Cette carte présente le résultat sensible de cette première vague de froid, les anomalies de températures. Si ce n'est durant ce mois de décembre qu'il a fait le plus froid, c'est cependant cette vague de froid qui enregistre les déficits les plus élevés de manière généralisée.
Le début du mois de décembre est marqué par d'amples ondulations, qui font alterner flux méridional et flux zonal.
Dès le 9 décembre, l'anticyclone des Bermudes tend à remonter vers le Nord. Aux alentours du 12 décembre, l'anticyclone des Bermudes continue à s'étirer et vient former un axe anticyclonique à basse altitude sur le Nord de l'Europe, de la Grande-Bretagne à la Suède. Une zone dépressionnaire, de type dépression coupée, avec plusieurs minimums, se constitue au-dessus de la Méditerranée. Un bloc Rex s'ébauche à basse altitude. Le flux est alors pratiquement zonal sur l'ensemble de l'Europe, mais il s'agit d'un flux d'est. Pourtant, le blocage avorte. Le vortex Arctique se développe en effet en altitude sur le Nord de la Russie européenne, et il empêche la jonction entre l'anticyclone des Bermudes et l'anticyclone de Sibérie. De plus, les dépressions méditerranéennes ne se creusent pas suffisamment, limitant l'intensité du flux d'est qu'engendre la situation. Il se produit malgré tout une advection d'air continental froid sur l'ensemble de l'Europe, qui marque le début de la vague de froid. Le temps est d'abord doux, puis se refroidit progressivement, sans excès. Le ciel est par contre complètement bouché. Comme à chaque fois dans ce cas, l'anticyclone a en effet apporté avec lui dans les basses couches des réserves d'humidité venue de l'océan. Conjugué à l'immobilité de la masse d'air sous les hautes pressions, le brouillard est tenace,.
Au 14 décembre, la tentative de blocage se trouve totalement compromise par l'intensification du vortex Arctique. L'anticyclone des Acores s'exile alors au nord de l'Atlantique Nord, entre Islande et Groenland, et constitue une barrière anticyclonique chaude et stationnaire sur l'Atlantique à tous les niveaux de l'atmosphère. Il gardera cette position jusqu'à son affaissement complet et sa fusion avec l'anticyclone du Groenland aux environs du 22 décembre. L'Europe, isolée de toute influence atlantique, voit la constitution d'une zone dépressionnaire à basse altitude au-dessus de la mer du Nord. Elle est alimentée en air froid par le vortex arctique et sera relativement immobile. Le flux tourne alors au Nord ou Nord-Est pour la majeure partie de l'Europe, et il se produit une descente d'air maritime polaire. C'est dans ce contexte que va se produire une succession de passages neigeux en flux de Nord. Dès le 16 décembre, les chutes de neige se généralisent, tandis que les températures se refroidissent,. La situation tend ainsi vers un blocage de type bloc Omega. Cependant, l'anticyclone des Bermudes, après sa migration, s'affaiblit et se refroidit. Dans ce contexte de hautes pressions affaiblies, dans la journée du 20 décembre, une dépression se détache du vortex arctique et vient se fixer au large de la Grande-Bretagne. Elle provoque un appel d'air maritime, masse d'air plus douce mais qui reste froide. Le pont anticyclonique sur l'Atlantique subtropicale n'est de plus suffisamment constitué et s'affaiblit graduellement. Le 21, les dépressions atlantiques passent et viennent alimenter la dépression de la Grande-Bretagne. Le temps restera malgré tout assez frais et instable, et certains pays connaitront un Noël blanc,.

Animation de la hauteur du géopotentiel à 500 hectopascals et des températures du géopotentiel à 850 hectopascals. Les plages de couleurs représentent la température et les lignes indiquent la hauteur du géopotentiel. Les températures à 850 hectopascals représentent la température de la masse d'air et ne représentent pas la température au sol[21].
Animation de la hauteur du géopotentiel à 500 hectopascals et la pression moyenne au niveau de la mer. Les plages de couleur représentent la hauteur du géopotentiel, et les lignes indiquent la pression moyenne au niveau de la mer. Les plages de couleurs ne représentent pas une température[21].

#### Deuxième vague de froid

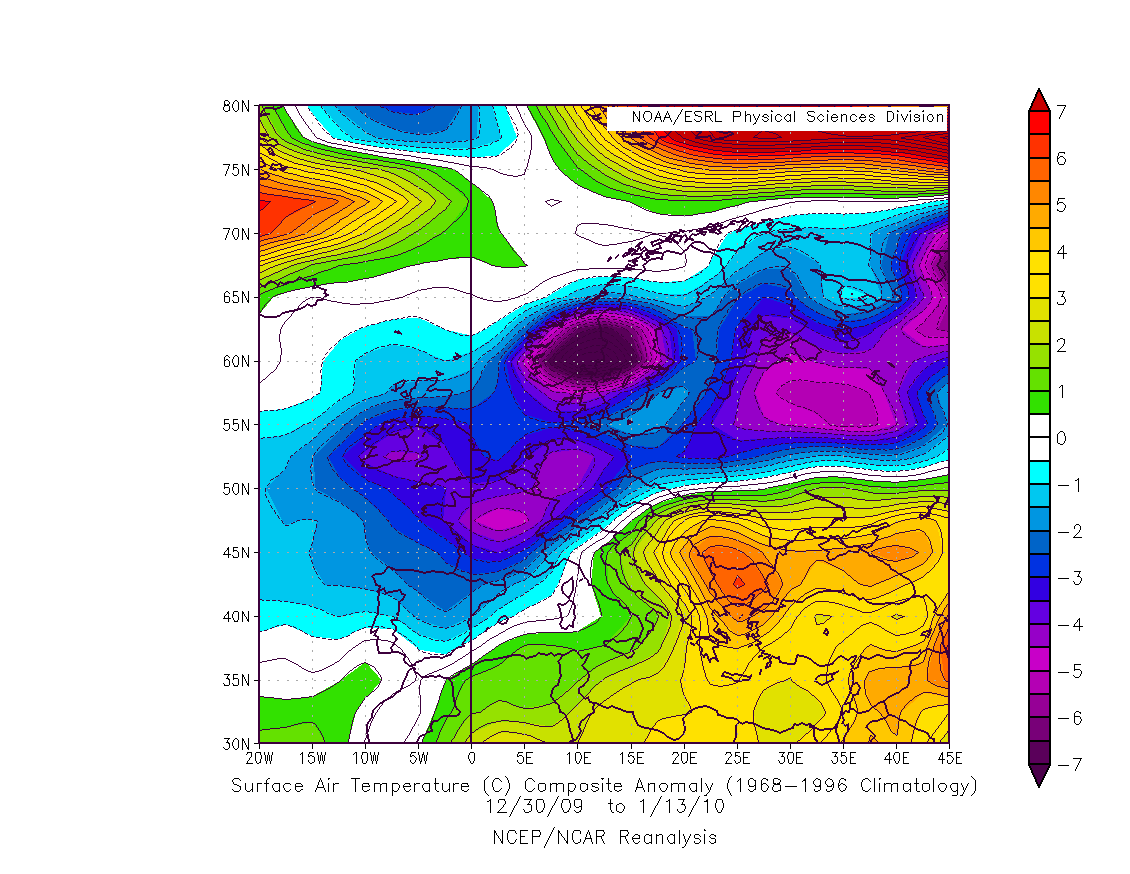
Anomalies des températures de surface pour le début de la seconde vague de froid

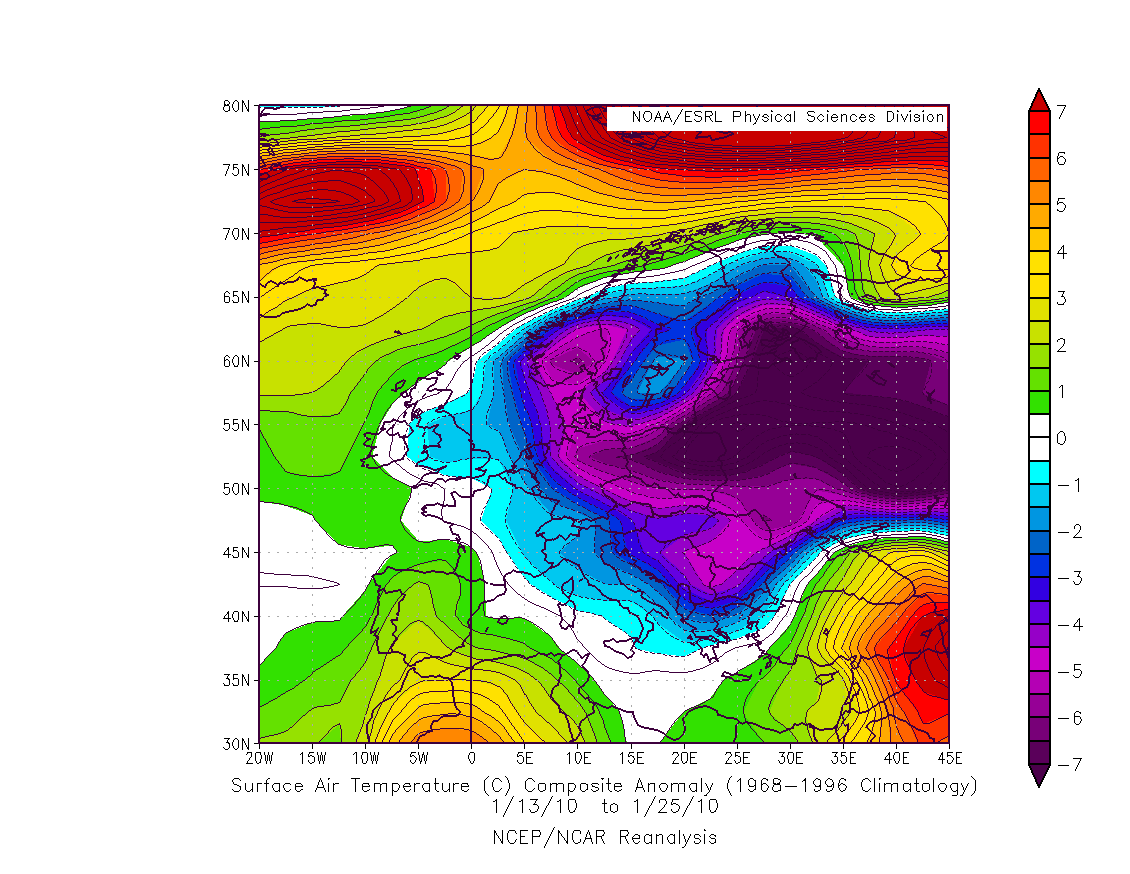
Anomalies des températures de surface pour la fin de la seconde vague de froid

Cette présente l'évolution en deux séquences de la seconde vague de froid. Début janvier, l'Europe est largement touchée par le froid. Puis, à partir du 12 ou 13 janvier, le froid se concentre sur l'Europe centrale et orientale, où certains pays connaitront l'un de leurs mois de janvier les plus rudes. Cette vague de froid complète le tableau des déficits élevés enregistrée durant l'hiver.
Dès le 29 décembre, l'anticyclone des Bermudes tend à remonter vers le Nord. À l'identique de la première vague de froid, celui-ci part au nord de l'Atlantique Nord, entre Islande et Groenland, et constitue une barrière anticyclone chaude et stationnaire sur l'Atlantique. Il se forme alors un bloc Omega. Cependant, l'ensemble est décalé à l'ouest de l'Europe. Plus particulièrement le creux barométrique, à la base du blocage, reste sur le proche Atlantique. Le froid ne déferle donc pas immédiatement,.
Au contraire, l'Europe de l'Ouest est située sous l'advection douce, sur le flanc Est du creux barométrique. L'Europe du Nord connait pour sa part un temps modérément froid, en association avec une dépression scandinave. À partir du 31, le bloc Omega se décale vers l'Ouest. Le creux barométrique à la base du bloc se développe et forme une vaste zone dépressionnaire de la France à la Pologne. Cette zone dépressionnaire provoquera la première invasion d'air froid, qui affectera diversement les pays entre le 31 décembre et le 3 janvier. Elle s'évacue ensuite vers l'Est,.
La dépression scandinave entre alors en jeu. Elle amène dans un flux de Nord un refroidissement plus net et d'importantes chutes de neige sur l'Europe. Cependant, son stationnement au-dessus de la Scandinavie et la masse d'air froide en son sein, amènent son comblement progressif, et sa transformation en anticyclone thermique. Pendant ce temps, une dépression se développe au-dessus de la mer Méditerranée et amène des chutes de neige sur le pourtour méditerranéen,.
Pour sa part, l'axe de l'anticyclone des Bermudes s'incline progressivement vers l'est. Ainsi, à partir du 8 janvier, l'anticyclone de Scandinavie et celui des Bermudes se rapprochent, tandis que la dépression en Méditerranée continue de se creuser. Cette dépression provoque une puissante advection d'air continental froid dans un flux de nord-est. Entre les 8 et 11 janvier, la situation atmosphérique se rapproche ainsi de celle d'un bloc Rex. À partir du 12, le blocage s'affaiblit. La dépression méditerranéenne se comble progressivement, tandis que des dépressions arrivent par l'Ouest et cassent la barrière anticyclonique. Ce redoux n'affecte que l'Europe de l'Ouest et l'Europe centrale. Sous l'influence de l'anticyclone de Scandinavie, le temps restera froid en Europe de l'Est qui s'étend en Russie, et bloque toute intrusion d'air océanique doux. Ainsi, la vague de froid couvrira l'ensemble du mois de janvier pour nombre de pays de l'Europe de l'Est avec une température moyenne du mois de janvier parfois très basse,,.
Pendant ce temps, l'Europe de l'Ouest connait un redoux durant la deuxième partie du mois. Vers la fin du mois, une nouvelle advection d'air froid de courte durée dans un flux de Nord affecte l'ensemble de l'Europe. Le vortex polaire descend vers le Sud, provoquant un court mais puissant refroidissement.

#### Troisième vague de froid

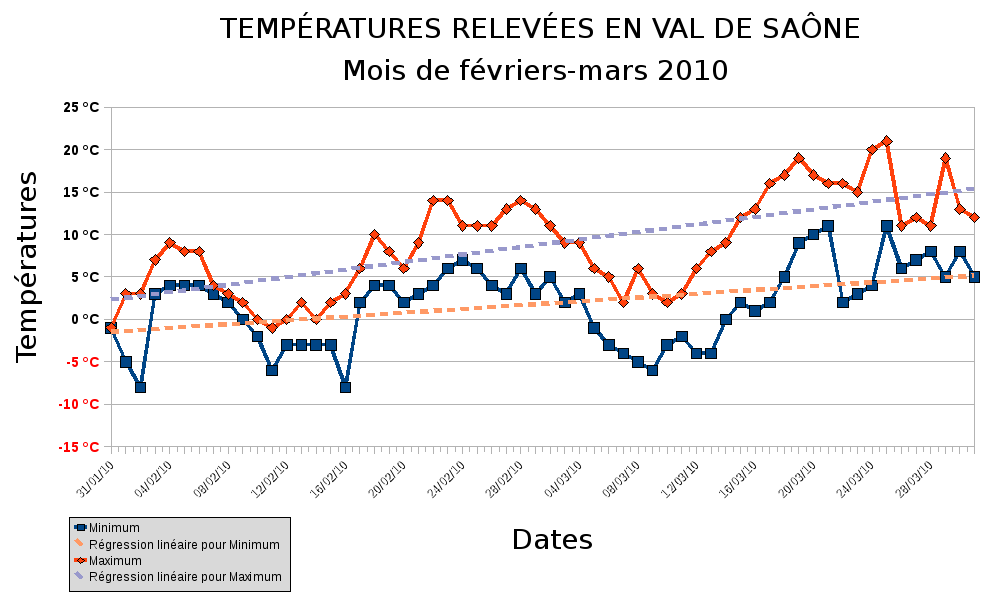
Courbe de température dans la vallée de la Saône montrant les périodes de froid à la mi-février et au début de mars

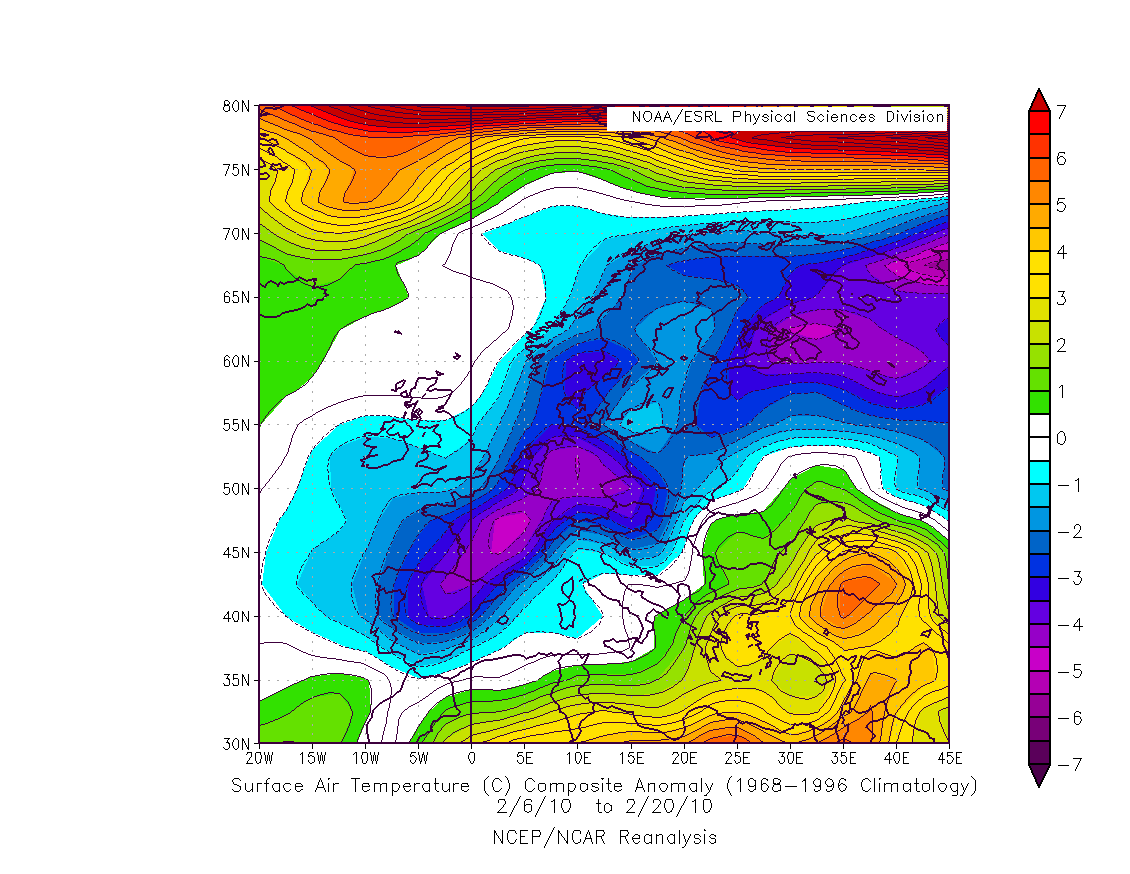
Anomalies des températures de surface pour la troisième vague de froid

La carte et le graphique montrent un refroidissement conséquent, mais nettement moins important que durant les deux premières vagues de froid. Il s'agit de la dernière vague de froid officielle, l'hiver arrivant à sa fin.
Un complexe dépressionnaire reste positionné au-dessus de la Scandinavie. Il y maintient un temps plutôt froid, pour la seule région d'Europe qui n'a pas encore connu de vrai redoux. De plus, il pilote un creux qui alimente un temps un peu plus froid sur l'Europe centrale. Pour le reste de l'Europe de l'Ouest, le temps est plus doux. Le complexe dépressionnaire scandinave pilote un flux d'air maritime d'Ouest ou Nord pour l'Europe de l'Ouest. L'Europe de l'Est est protégé par un anticyclone qui advecte une masse d'air plus douce. À partir du 5 février, un imposant complexe dépressionnaire arrive de l'Atlantique et provoque un nouveau redoux sur l'Europe de l'Ouest. Cette dépression vient s'encastrer aux environs du 7 février en Méditerranée, contre l'anticyclone russe. Immédiatement à l'arrière de cette dépression, l'anticyclone subtropical s'étire à travers l'Atlantique, provoquant la formation d'une dorsale. Un nouveau blocage se met en place sur le proche Atlantique, visible sur le diagramme de Hovmöller. Le pont anticyclonique s'établit sur l'Atlantique, puis s'étend sur la Scandinavie. La situation tend alors vers un bloc Omega. La persistance d'un blocage au niveau de la Russie complexifie cependant quelque peu la situation. Aux alentours du 11 février, la dépression venue de l'Atlantique est totalement isolée de la circulation générale. Le flux est alors orientée au Nord-Est. La situation hésite alors entre un bloc Omega et un bloc Rex. Les températures baissent à nouveau sur l'ensemble de l'Europe, accompagnées de fréquentes chutes de neige. À partir du 15 février, l'intensification du vortex polaire va décider de l'évolution de la situation. Le pont anticyclonique est rejeté vers l'Ouest, et le blocage du flux se décale vers l'Ouest. Un complexe dépressionnaire s'installe au-dessus des îles Britanniques. L'Europe connait alors un flux d'Ouest maritime, mais qui garde plusieurs particularités. Un blocage persiste ainsi sur l'Ouest de l'Atlantique, et forme un talweg qui descend profondément dans l'océan Atlantique subtropical,.
Cette vague aura été moins sévère pour l'Europe du Nord-Est.

#### Quatrième vague de froid
Tardive, puisqu'elle commence début mars, d'autant plus qu'il s'agit du premier mois du printemps météorologique. L'événement majeur restera, sans conteste, la tempête de neige survenue du 7 au 9 qui a balayé le sud de la France et la Catalogne espagnole apportant, par endroits, des hauteurs considérables de neige (plus de 50 cm) et des flocons jusqu'à Barcelone.

#### Tempêtes de fin février
Le mois de février, et donc officiellement l'hiver, s'est terminé par deux tempêtes exceptionnelles qui ont fait la manchette. Celles-ci ne mettaient pas en vedette le froid et la neige mais plutôt le vent et la pluie. À Madère, une dépression a causé des inondations et des glissements de terrain le 20 février 2010, en particulier à Funchal, la plus grande ville et capitale de la région autonome portugaise. Le décompte officiel fait état de 43 morts.
La tempête Xynthia, une dépression météorologique majeure, a balayé plusieurs pays européens entre le 26 février et le 1er mars 2010, causant un épisode de vents violents. Le système a principalement touché l'Espagne (Îles Canaries, Galice, Asturies et Pays basque), le Portugal, la France (Aquitaine, Poitou-Charentes, Pays de la Loire, Bretagne et Normandie), la Belgique, le Luxembourg, l'Allemagne et dans une moindre mesure, le Royaume-Uni, la Scandinavie et les pays bordant la mer Baltique. Son passage a causé la mort d'au moins 65 personnes et de nombreux dégâts matériels. Cette tempête est considérée comme une des plus violentes et des plus meurtrières depuis les deux tempêtes de décembre 1999.
Ces tempêtes apportèrent un franc redoux sur l'Europe pour la fin de l'hiver.

### Déroulement des événements à laMéso-échelleetMicro-échelle

#### Décembre
10 au 15 décembre
Premier refroidissement, le gel gagne la Belgique, le Royaume-Uni. Le gel et les premières neiges touchent la Suisse dès le 11 décembre. Quelques chutes de neige touchent l'Allemagne et l'Alsace, puis la Lorraine.
15 décembre
La vague de froid débute. En Belgique, les températures descendent sous les -10 °C (-10,1 °C à Dourbes ou -11,2 °C au Brûly). En France, il en est de même (-10,6 °C à L'Oudon).
Au Portugal, le froid est déjà très présent. Sagres enregistre un nouveau record de température minimale ce jour-là à +0,1 °C.
17 décembre
Tempête de neige sur l'Europe de l'Ouest. Il tombe de 10 à 30 centimètres de neige aux Pays-Bas. L'ensemble de la Belgique sera touché, avec par exemple 9 centimètres à Uccle. L'épisode débutera la soirée du 16 décembre en France, et se poursuivra durant la journée du 17 décembre. À l'arrière de la dépression, dans un flux de nord assez dynamique, les averses se maintiendront dans la journée du 18 décembre en France,.
18, 19 et 20 décembre
La couverture neigeuse et le ciel clair permettent une grosse déperdition de chaleur. Les minimales plongent très bas. En Belgique, des températures légèrement inférieures à −20 °C sont mesurées. En Suisse, les températures minimales sont comprises entre −12 °C et −17 °C (par exemple -12,6 °C à Genève ou -16 °C à Bâle), et à Samedan, la température atteint −31,6 °C dans la nuit du 17 au 18.
En France, les températures inférieures à −5 °C se généralisent, et à Til-Châtel et à Chaumont, un nouveau record absolu à −23,5 °C est enregistré. Les températures maximales atteignent des valeurs qualifiées d'exceptionnelles par Météo-France dans le Nord-Est du pays. Le 19 décembre, les températures ne dépasseront pas les −5 °C en Alsace, Lorraine, et Franche-Comté, et resteront généralement inférieures à −10 °C,. La neige couvre la majeure partie du territoire, à l'exception du littoral. Les cumuls vont de 2 à 5 centimètres, et jusqu'à 13 cm à Auxerre.
En Espagne, un nouveau record mensuel est atteint à Burgos avec −17,3 °C.
Au Danemark, à Horsens, la température descend à −19,0 °C le 20 décembre. En Autriche, les températures plongent sous les −20 °C même en plaine le 20 décembre. À Güssing, le thermomètre affichera −21,4 °C au minimum. À Sankt Jakob In Defereggen, plus exposé au froid, la température descendra à −24,4 °C.
En Suède, la température descend à −36,9 °C le 19 décembre à Särna.
En Norvège, la température atteint −36,8 °C le 18 janvier à Røros.
En Lettonie, les températures ne seront pas exceptionnellement froides durant ce mois de décembre. Pour l'ensemble du pays, la température la plus faible sera de −21,8 °C le 18 décembre à Zosēnos.
Il en est de même en Estonie, avec une température minimale de −25,2 °C à Valga le 19 décembre. C'est par contre la neige qui se distingue dans le pays. Il a ainsi été mesuré 35 centimètres de neige à Ruhnu et 41 centimètres à Sõrves.
En Hongrie, les minimums seront atteints plutôt en fin de vague froide, avant un redoux brutal. Ainsi, la température descendra à −25,5 °C le 21 décembre à Szécsény, et le pays connaitra ses journées les plus froides le 20 et 21 décembre.
De même, en Serbie, à Kruševac, la température a établi un nouveau record à -23,9 °C le 21 décembre, avant un fort radoucissement qui amènera les températures à +23,8 °C le 25 décembre à Valjevo.
25 décembre
En Belgique, Noël sera officiellement un Noël blanc pour la première fois depuis 1986.
De même, aux Pays-Bas, Noël sera officiellement un Noël blanc pour la première fois depuis 1981.
En Irlande, le refroidissement se poursuivra durant cette période. Mullingar enregistra ainsi une température de −10,0 °C le 25 décembre.

#### Janvier

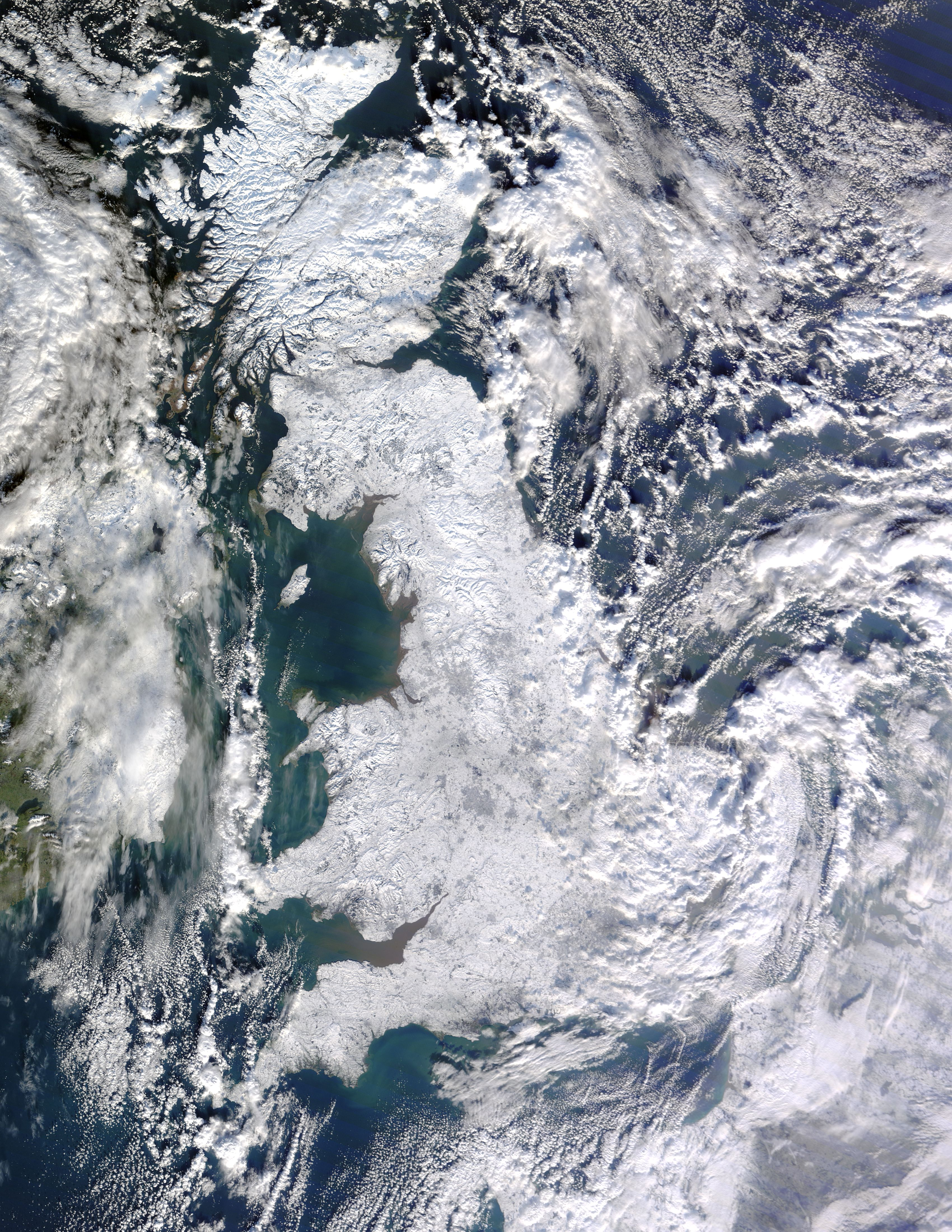
La Grande-Bretagne sous la neige, le 7 janvier

Du 7 au 10 janvier
La couverture neigeuse et le ciel clair permettent une grosse déperdition de chaleur. Les températures plongent très bas
En Autriche, à Gars am Kamp, le thermomètre descend à −27,6 °C. En France, la température atteint −17,5 °C à Melun le 8 janvier.
Un épisode méditerranéen les 7 et 8 janvier va couvrir le Sud-est de la France de 10 à 20 cm, et localement 40 cm, de neige. La dépression méditerranéenne est située en surface approximativement au-dessus des Baléares. Au sol, pour le Sud-est de la France, le vent est donc orienté plutôt au nord, canalisé par la Vallée du Rhône, et les températures sont froides. Cependant, en altitude, la dépression est décalée vers l'Espagne, et le vent est orienté au sud. Cette masse d'air d'altitude est chaude et chargée d'humidité. Le front chaud entre les deux masses d'air amène de fortes précipitations qui seront sous forme de neige à l'intérieur des terres,,. Les températures maximales sont très basses du 8 au 10 janvier, et ne restent positives que sur le littoral. Le 9, la température plafonne à −5,1 °C à Chamberet, et le 10 elle plafonne à 1,5 °C à Mandelieu-la-Napoule. En Espagne, Burgos enregistra −16,0 °C le 10 janvier.
Le Royaume-Uni sera entièrement enneigé ces jours-là. Le 7 janvier, la température tombe à −17,7 °C à Benson, −17,6 °C à Woodford et −16,0 °C à Yeovilton.
Au Portugal, le 9 janvier, la neige tombe à basse altitude, phénomène qualifié de peu fréquent par l'Instituto de meteorologia. Le gel est généralisé ce jour-là. Le 9 janvier, la température minimale est de −1,7 °C à Porto. Le 10 janvier, elle est de −7,3 °C à Bragance.
Les Pays-Bas connaissent des chutes de neige le 7 janvier.
En Norvège, les minimales plongent. Elles atteignent −42,4 °C le 8 janvier à Tynset - Hansmoen. Dagali, en atteignant −39,8 °C le 7 janvier, établit un nouveau record pour le comté de Buskerud
Du 25 au 28 janvier
L'Europe centrale et l'Europe de l'Est sont alors particulièrement touchées par le froid alors que l'Europe de l'Ouest connait un refroidissement plus modéré.
En Hongrie, la température chute à −20,7 °C le 28 janvier à Martonvásár.

#### Février
Du 5 au 10 février
Le temps est particulièrement froid sur l'Europe du Nord.
En Norvège, le 9 février est particulièrement froid.
Le 10 et 11 février
D'importantes chutes de neige concernent l'Europe de l'Ouest.
De fortes quantités de neige tombent sur la région de Clermont-Ferrand. En 12 heures, on relève 12 cm de neige. Ces chutes de neige étaient imprévues et ont donc fortement perturbé les transports. Le soir du 11 février, le préfet du Puy-de-Dôme ordonna la fermeture de tous les établissements scolaires.Météo Ciel
En Angleterre, il tombe de 10 à 20 centimètres dans le Kent et le Sussex
Aux Pays-Bas, il tombe de 1 à 10 centimètres à travers le pays.
Du 11 au 16 février
Le ciel clair et la couverture neigeuse permettent aux températures de descendent très bas.
Le 15 février, la température atteint −11,4 °C à Twente aux Pays-Bas.
Le 16 février, en Lettonie, la température descend à −22,5 °C à Ainažos.
Le 21 février
En Norvège, à Kautokeino, la température minimale est de −41,6 °C.

#### Mars
1er au 10 mars, une nouvelle vague de froid touche l'ensemble de l'Europe.
La température descend à −33,5 °C à Drevsjø en Norvège.
L'Espagne enregistre des températures très froides. Ainsi, il fait −12,4 °C à Navacerrada le 10 mars. Le même jour, il fait −7,5 °C à Valladolid. Palma de Majorque enregistre un nouveau record pour le mois de mars à 1,6 °C le 10 mars. La Catalogne connaît un événement neigeux de grande ampleur les 7 et 8 mars.
Aux Pays-Bas, le froid est moins mordant. La température descend à −8,7 °C à Niew Beerta le 7 mars. À De Bilt, le thermomètre affiche −5,1 °C le 8 mars. Cette même station enregistra dix jours de gel, du 2 au 11 mars.
Le Sud-Est de la France est aussi touché par la neige les 7 et 8 mars. Les hauteurs de neige sont inhabituelles pour la saison. Il y a 23 centimètres mesuré à Nîmes le 8 mars. En plaine, il est tombé en moyenne entre 20 centimètres et 30 centimètres. Le gel, parfois modéré, reste présent
,,,,,,,,,,,,.

#### Mai
En effet nous pouvons aussi constater qu'il y a eu des épisodes de temps froid avec de la neige notamment les 4 et 5 mai où l'on a pu observer d'abondantes chutes de neige sur les Pyrénées en altitude (avec parfois 1 mètre de neige) avec une alerte orange pour risque d'avalanche, mais la neige est tombée également a basse altitude et même en plaine localement, il neige a 300 m d'altitude dans l'Aude, des chutes de neige sont aussi observées dans la plaine de la Limagne à partir de 400 m d'altitude avec des températures proches de 0 °C.
Un record de froid sera d'ailleurs battu à Perpignan avec seulement 6,9 °C le 4 mai

### Agrégats sur la saison

#### France
L'hiver rigoureux 2009 - 2010 est exceptionnel de par les épisodes neigeux nombreux, le nombre important de régions touchées par la neige et la quantité de neige apportée durant cet hiver en plaine. Du 7 et 8 mars 2010, une perturbation méditerranéenne apporte environ 20 cm en plaine sur de nombreux départements du Sud.
| Nombre de jours froid | Date                   | Temp. mini moy. | Temp. mini moy. 1961 – 1990 | Écart | Temp. maxi moy. | Temp. maxi moy. 1961 – 1990 | Écart |
| --------------------- | ---------------------- | --------------- | --------------------------- | ----- | --------------- | --------------------------- | ----- |
| 14                    | 13 au 26 décembre 2009 | - 1,2 °C        | 3,1                         | - 4,3 | 3,1             | 7,1                         | - 4,0 |
| 15                    | 1 au 15 janvier 2010   | - 1,9           | 1,4                         | - 3,3 | 1,3             | 5,6                         | - 4,3 |
| 11                    | 7 au 17 février 2010   | - 1,6           | 2,6                         | - 4,2 | 2,5             | 7,5                         | - 5,0 |
| 11                    | 4 au 14 mars 2010      | 0,4             | 3,6                         | - 3,2 | 6,9             | 10,2                        | -3,3  |

Décembre 2010 est plus exceptionnelle au nord de la Loire dans de nombreuses villes depuis 60 ou 70 ans de par les épisodes neigeux nombreux, la quantité de neige apportée (record de 50 cm dans l'Aisne) ainsi que les températures moyennes en décembre 2010. Durant plusieurs semaines, la neige a tenu au sol.

##### Décembre
| Date | Temp. mini | Temp. mini 1961 – 1990 | Écart à la moyenne | Temp. maxi | Temp. maxi 1961 – 1990 | Écart à la moyenne |
| ---- | ---------- | ---------------------- | ------------------ | ---------- | ---------------------- | ------------------ |
| 8    | 5,5        | 3,1                    | +2,4               | 9,1        | 7,5                    | +1,6               |
| 9    | 7,5        | 3,2                    | +4,3               | 13,4       | 7,5                    | +5,9               |
| 10   | 9,5        | 3,1                    | +6,4               | 12,0       | 7,1                    | +4,9               |
| 11   | 5,2        | 3,1                    | +2,1               | 9,9        | 6,9                    | +3,0               |
| 12   | 3,4        | 2,7                    | +0,7               | 5,7        | 6,6                    | -0,9               |
| 13   | 1,4        | 3,1                    | -1,7               | 3,6        | 7,1                    | -3,5               |
| 14   | -1,2       | 3,2                    | -4,4               | 1,3        | 7,5                    | -6,2               |
| 15   | -2,9       | 3,1                    | -6,0               | 0,7        | 7,8                    | -7,1               |
| 16   | -1,6       | 3,7                    | -5,3               | 1,7        | 7,3                    | -5,6               |
| 17   | -2,6       | 2,8                    | -5,4               | 1,8        | 7,3                    | -5,5               |
| 18   | -3,2       | 2,6                    | -5,8               | 0,1        | 6,5                    | -6,4               |
| 19   | -3,7       | 2,3                    | -6,0               | -0,6       | 6,5                    | -7,1               |
| 20   | -3,7       | 2,7                    | -6,4               | 2,9        | 6,9                    | -4,0               |
| 21   | -3,9       | 2,9                    | -6,8               | 3,7        | 7,1                    | -3,4               |
| 22   | 0,8        | 3,4                    | -2,6               | 3,0        | 7,6                    | -4,6               |
| 23   | -0,5       | 3,6                    | -4,1               | 5,1        | 6,9                    | -1,8               |
| 24   | 1,1        | 3,2                    | -2,1               | 6,5        | 6,6                    | -0,1               |
| 25   | 3,0        | 2,9                    | +0,1               | 7,6        | 6,9                    | +0,7               |
| 26   | 0,7        | 3,3                    | -2,6               | 6,6        | 6,7                    | -0,1               |
| 27   | 1,1        | 2,5                    | -1,4               | 8,9        | 6,2                    | +2,7               |
| 28   | 1,4        | 2,2                    | -0,8               | 6,5        | 5,6                    | +0,9               |
| 29   | 3,6        | 1,5                    | +2,1               | 13,7       | 5,6                    | +8,1               |
| 30   | 9,2        | 1,6                    | +7,6               | 11,5       | 6,1                    | +5,4               |
| 31   | 2,5        | 1,4                    | +1,1               | 8,1        | 6,3                    | +1,8               |

##### Janvier
| Date | Temp. mini | Temp. mini 1961 – 1990 | Écart à la moyenne | Temp. maxi | Temp maxi 1961 – 1990 | Écart à la moyenne |
| ---- | ---------- | ---------------------- | ------------------ | ---------- | --------------------- | ------------------ |
| 1    | 0,2        | 1,6                    | -1,4               | 1,5        | 5,7                   | -4,2               |
| 2    | -1,2       | 2,1                    | -3,3               | 3,6        | 6,0                   | -2,4               |
| 3    | -1,3       | 1,9                    | -3,2               | 4,7        | 5,6                   | -0,9               |
| 4    | -6,0       | 1,7                    | - 7,7              | -1,1       | 5,4                   | -6,5               |
| 5    | -3,7       | 1,4                    | -5,1               | 0,4        | 5,7                   | -5,3               |
| 6    | -3,3       | 1,5                    | -4,8               | -2,0       | 5,7                   | -7,7               |
| 7    | -3,0       | 1,0                    | -4,0               | -2,4       | 4,7                   | -7,1               |
| 8    | -5,7       | 1,0                    | -6,7               | -1,6       | 5,1                   | -6,7               |
| 9    | -3,2       | 1,6                    | -4,8               | -0,7       | 6,1                   | -6,8               |
| 10   | -1,2       | 1,9                    | -3,1               | 0,2        | 6,1                   | -5,9               |
| 11   | -0,7       | 1,3                    | -2,0               | 0,9        | 5,2                   | -4,3               |
| 12   | -0,3       | 0,4                    | -0,7               | 1,0        | 4,6                   | -3,6               |
| 13   | -1,7       | 0,2                    | -1,9               | 4,4        | 5,3                   | -0,9               |
| 14   | 2,2        | 1,1                    | +1,1               | 5,9        | 6,4                   | -0,5               |
| 15   | 0,4        | 2,3                    | -1,9               | 4,9        | 6,1                   | -1,2               |
| 16   | 3,0        | 1,7                    | +1,3               | 9,8        | 5,8                   | +4,0               |
| 17   | 6,0        | 1,6                    | +4,4               | 10,0       | 5,3                   | +4,7               |
| 18   | 3,9        | 0,8                    | +3,1               | 5,7        | 5,3                   | +0,4               |
| 19   | 0,9        | 1,4                    | -0,5               | 3,0        | 6,2                   | -3,2               |
| 20   | 0,1        | 2,2                    | -2,1               | 6,5        | 6,7                   | -0,2               |
| 21   | 4,4        | 2,8                    | +1,6               | 7,2        | 6,6                   | +0,6               |

##### Février
| Date | Temp. mini | Temp. mini 1961 – 1990 | Écart à la moy. | Temp. maxi | Temp. maxi 1961 – 1990 | Écart à la moyenne |
| ---- | ---------- | ---------------------- | --------------- | ---------- | ---------------------- | ------------------ |
| 4    | 4,6        | 2,6                    | +2,0            | 9,6        | 8,1                    | +1,5               |
| 5    | 6,4        | 3,2                    | +3,2            | 12,1       | 8,6                    | +3,5               |
| 6    | 5,2        | 3,5                    | +1,7            | 9,0        | 8,9                    | +0,1               |
| 7    | 3,3        | 4,4                    | -1,1            | 6,4        | 8,9                    | -2,5               |
| 8    | 3,2        | 3,8                    | -0,6            | 4,5        | 8,7                    | -4,2               |
| 9    | -2,3       | 3,6                    | -5,9            | -0,3       | 8,5                    | -8,8               |
| 10   | -3,1       | 2,7                    | -5,8            | 3,3        | 7,9                    | -4,6               |
| 11   | -3,9       | 2,8                    | -6,7            | -0,8       | 7,3                    | -8,1               |
| 12   | -3,8       | 2,9                    | -6,7            | 1,1        | 7,9                    | -6,8               |
| 13   | -3,4       | 2,3                    | -5,7            | -1,6       | 6,9                    | -8,5               |
| 14   | -2,2       | 1,3                    | -3,5            | 3,0        | 6,7                    | -3,7               |
| 15   | -1,4       | 1,2                    | -2,6            | 3,1        | 6,6                    | -3,5               |
| 16   | -3,6       | 1,1                    | -4,7            | 4,1        | 6,5                    | -2,4               |
| 17   | -0,4       | 2,0                    | -2,4            | 4,9        | 7,0                    | -2,1               |
| 18   | 1,6        | 1,7                    | -0,1            | 10,6       | 7,3                    | +3,3               |
| 19   | 3,9        | 2,4                    | +1,5            | 8,4        | 7,3                    | +1,1               |

##### Mars
| Date | Temp. mini | Temp. mini 1961 – 1990 | Écart à la moy. | Temp. maxi | Temp. maxi 1961 – 1990 | Écart à la moyenne |
| ---- | ---------- | ---------------------- | --------------- | ---------- | ---------------------- | ------------------ |
| 1    | 2,2        | 3,1                    | - 0,9           | 11,5       | 8,5                    | + 3,0              |
| 2    | 4,8        | 3,3                    | + 1,5           | 12,2       | 8,9                    | + 3,3              |
| 3    | 3,2        | 3,1                    | + 0,1           | 10,1       | 8,9                    | + 1,2              |
| 4    | 2,3        | 2,7                    | - 0,4           | 8,1        | 8,9                    | - 0,8              |
| 5    | - 0,6      | 2,6                    | - 3,2           | 6,5        | 8,9                    | - 2,4              |
| 6    | 1,9        | 2,4                    | - 0,5           | 7,2        | 9,9                    | - 2,7              |
| 7    | - 2,6      | 3,0                    | - 5,6           | 4,5        | 9,2                    | - 4,7              |
| 8    | - 1,9      | 2,7                    | - 4,6           | 6,5        | 10,0                   | - 3,5              |
| 9    | - 1,9      | 3,6                    | - 5,5           | 5,0        | 10,8                   | - 5,8              |
| 10   | - 1,6      | 4,0                    | -5,6            | 8,7        | 10,8                   | - 2,1              |
| 11   | - 0,9      | 4,7                    | - 5,6           | 6,8        | 11,2                   | - 4,4              |
| 12   | 0,8        | 4,9                    | - 4,1           | 6,5        | 10,7                   | - 4,2              |
| 13   | 4,6        | 4,3                    | + 0,3           | 7,7        | 11,1                   | - 3,4              |
| 14   | 4,3        | 5,2                    | - 0,9           | 9,2        | 11,1                   | - 1,9              |
| 15   | 4,1        | 4,3                    | - 0,2           | 13,1       | 11,4                   | + 1,7              |
| 16   | 4,3        | 5,0                    | - 0,7           | 14,4       | 11,5                   | + 2,9              |
| 17   | 4,8        | 4,6                    | + 0,2           | 17,4       | 11,4                   | + 6,0              |
| 18   | 7,6        | 5,4                    | + 2,2           | 19,6       | 11,6                   | + 8,0              |
| 19   | 12,2       | 5,1                    | + 7,1           | 19,4       | 11,0                   | + 8,4              |
| 20   | 12,0       | 4,7                    | + 7,3           | 16,9       | 11,3                   | + 5,6              |

## Conséquences

### Allemagne
En Allemagne, les besoins en sel de déneigement ont conduit à une pénurie. Esco, un des principaux fournisseurs, était dépassé face à la demande et affreta un cargo de 60 000 tonnes de sel en provenance du Chili. Il arriva à Rotterdam la troisième semaine de février. À Berlin, certains trottoirs ont dû être interdits aux piétons. Pendant ce temps, le prix de la tonne de sel bondit de 50 euros à 300 euros,. Face à la hausse des prix et aux conditions climatiques, la ville de Hambourg a par exemple dépensé trois millions d'euros supplémentaires pour le déneigement. De plus, le dégel printanier a coûté 10M Eur pour la réfection de la voirie.
Le 10 février 2010, un expert de l'ADAC a qualifié les conditions de circulations dans le nord du pays de dramatiques. Les communes de l'île de Fehmarn, en raison des fortes chutes de neige, ont été isolées les unes des autres.

### Belgique
La Belgique a connu des difficultés de circulation importantes en décembre, puis en février. Le 17 décembre 2009, la neige engendre le niveau record de 508 — 513 kilomètres de bouchons cumulés. Puis, le 10 février, durant une nouvelle offensive neigeuse, 920 — 950 km de bouchons cumulés sont enregistrés.
Comme dans d'autres pays, le coût du déneigement et la réfection des routes au printemps sont des conséquences de cet hiver et poussent à une réflexion politique sur le déneigement. Vincent Scourneau, bourgmestre de Braine-l'Alleud a, ainsi, proposé d'abandonner le salage systématique, et d'inciter financièrement avec l'argent économisé les gens à équiper leurs véhicules de pneus neiges.

### Bosnie-Herzégovine
Deux hommes sont morts de froid à Sarajevo et un troisième est mort de froid à Teslić aux alentours du 20 décembre. Les conditions de circulations sur les routes ont été difficiles aux alentours du 20 décembre.

### Croatie
En Croatie, à Zagreb, un train de passagers n'a pas pu s'arrêter à l'entrée de la gare de Zagreb et a heurté un parapet de béton. L'accident a blessé 50 personnes. Il est possible que le froid ait causé la défaillance du système de freinage, entrainant l'impossibilité d'arrêter le train.

### Eckerö Line
La vague de froid a provoqué une extension de la banquise en mer Baltique. Un ferry de la compagnie Eckerö Line, le MS Nordlandia s'est retrouvé bloqué par les glaces le 29 janvier. Un remorqueur et un brise-glace sont intervenus pour lui prêter assistance.

### Eurostar
Le service de l'Eurostar fut interrompu les 18 et 19 décembre à la suite des intempéries. Cinq trains transportant plus de 2 000 personnes se sont retrouvés bloqués dans le tunnel sous la Manche. La situation a duré plusieurs heures, parfois jusqu'à quinze heures. Les voyageurs se sont retrouvés à court d'eau et de nourriture, dans le noir et sans chauffage à la suite de la panne des systèmes électriques,. Certains passagers ont été évacués via des autobus par le tunnel de service, d'autres par les navettes d'Eurotunnel et les derniers resteront dans leurs trains tractés par une locomotive Diesel. Il semblerait que la fine neige se soit infiltrée dans les locomotives lorsqu'elles circulaient en plein air. La température étant positive dans le tunnel, la neige a ensuite fondu et court-circuitée les systèmes électriques,. À la suite de cet incident, la société Eurostar a pris un certain nombre de mesures.

### France
Dans la semaine du 14 au 20 décembre, douze personnes sont mortes de froid. Le lendemain, le 21 décembre, deux autres personnes sont retrouvées mortes de froid,.
Face à l'afflux de connexions durant cet hiver au site Météo-France, celui-ci connaîtra plusieurs défaillances, et le trafic sera transféré vers la carte de vigilance[réf. nécessaire].

### Pays-Bas
Dans la journée du jeudi 17 décembre, la neige rendra les conditions de circulations très difficiles, amenant des bouchons cumulées de 671 kilomètres sur les routes néerlandaises.

### Kosovo
Une personne est morte et dix personnes ont été blessées dans des accidents de la circulation survenus au cours du 20 décembre au Kosovo en raison de mauvaises conditions météorologiques. L'annonce a été faite par le porte-parole de la police du Kosovo, Arber Beka, qui a expliqué qu'une personne est décédée dans un accident qui est survenu près de Gjakovë, et qu'il y avait des blessures signalées dans 16 accidents de la circulation. Un total de 74 accidents qui ont causé des dégâts matériels.

### Pologne
Au 22 décembre, 79 personnes étaient mortes de froid en Pologne. Sur la seule journée du 19 décembre, 15 personnes sont décédées. Au 26 janvier, 212 personnes étaient mortes. Il s'agit principalement d'hommes sans domicile qui sont touchés. De plus, 5000 foyers ont été privés d'électricité, parfois pendant plusieurs jours, à la suite de la rupture de lignes électriques.
Le 10 février, environ 80 000 foyers se sont trouvés sans électricité dans la région de Częstochowa et de Katowice

### République tchèque
Plus de 40 personnes sont mortes de froid en Tchèquie lors de l'hiver 2009-2010. D'après le Ministère des Transports tchèque, le froid et les intempéries ont causé plus de 155 millions d'euros de dégâts sur les infrastructures routières du pays.

### Serbie
En Serbie, le dégel à la fin de la vague de froid de décembre se fera rapidement. La fonte de la neige provoquera le débordement de la rivière Jadar qui inondera Loznica, dans l'Ouest du pays.

### Ukraine
Le Ministère de la Santé tient un compte du nombre de morts par hypothermie et engelure depuis 18 décembre 2009. Actuellement, 395 personnes sont décédées de ces causes

### Royaume-Uni
Dans la journée du 22 décembre, près de Basingstoke, 3 000 automobilistes se sont retrouvés bloqués par la neige, et 2 000 véhicules ont été abandonnés.
Le 23 décembre, un avion a dérapé sur une piste de l'aéroport de Prestwick, mais il n'y eut aucun blessé.
Le 24 décembre, la neige et la glace viennent perturber les voyages pour la fête de Noël.
Après de multiples accidents, dont celui d'un bus qui tuera deux personnes, une polémique se fait jour. Une association d'automobilistes accuse les municipalités de ne pas faire le nécessaire pour dégager les routes, et reproche que même des routes importantes n'ont pas été déneigées. Cela sera réfuté par les porte-paroles des gouvernements locaux, mais le comté de Cornouailles confirmera que certaines routes n'étaient pas dégagées.
Dans la journée du 25, un homme est mort de froid dans sa voiture à Leeds. À Stornoway, un homme retrouvé inconscient et ayant passé la nuit du 19 décembre dehors dans son jardin, décède le 22 décembre.
Le 4 janvier, environ 400 maisons dans le Yorkshire de l'Ouest sont confrontées à une quatrième journée sans gaz dans des conditions de gel quotidien après que l'eau d'un ruisseau eut inondé une conduite de gaz. Trois écoles ont aussi été touchées par la défaillance de l'alimentation à Batley et Dewsbury.
Au 7 janvier, au moins 22 personnes sont mortes de froid
Le 22 janvier, The Times reprend une information du National Office for Statistics selon laquelle la surmortalité par rapport à un hiver doux atteint 10 000 décès.